# Леонардо Кампана
Леонардо Кампана (ісп. Leonardo Campana, нар. 24 липня 2000, Гуаякіль) — еквадорський футболіст, нападник клубу «Барселона» (Гуаякіль).

## Клубна кар'єра
Народився 24 липня 2000 року в місті Гуаякіль. Вихованець футбольної школи клубу «Барселона» (Гуаякіль). Дорослу футбольну кар'єру розпочав 2019 року в основній команді того ж клубу, кольори якої захищає й донині.

## Виступи за збірні
З 2019 року залучався до складу молодіжної збірної Еквадору до 20 років. У її складі брав участь у молодіжному чемпіонаті Південної Америки 2019 року, зігравши 9 ігор і допоміг своїй збірній вперше в історії виграти золоті медалі змагання, а сам Кампана з 6 голами став найкращим бомбардиром турніру. Цей результат дозволив команді кваліфікуватись на молодіжний чемпіонат світу 2019 року, куди поїхав і Леонардо.
22 березня 2019 року дебютував в офіційних матчах у складі національної збірної Еквадору в товариській грі проти збірної США.

## Досягнення
- Переможець молодіжного чемпіонату Південної Америки: 2019